# Ben Ramsey
Ben Ramsey (* 28. Dezember 1903 in San Augustine, San Augustine County, Texas; † 27. März 1985 in Austin, Texas) war ein US-amerikanischer Politiker. Zwischen 1951 und 1963 war er Vizegouverneur des Bundesstaates Texas.

## Werdegang
Ben Ramsey besuchte die öffentlichen Schulen seiner Heimat und arbeitete auf der familieneigenen Farm. Nach einem anschließenden Jurastudium an der University of Texas und seiner 1931 erfolgten Zulassung als Rechtsanwalt begann er in diesem Beruf zu arbeiten. Gleichzeitig schlug er als Mitglied der Demokratischen Partei eine politische Laufbahn ein. Zwischen 1931 und 1935 saß er als Abgeordneter im Repräsentantenhaus von Texas; von 1941 bis 1949 gehörte er dem Staatssenat an. In den Jahren 1949 und 1950 bekleidete er das Amt des Secretary of State von Texas.
1950 wurde Ramsey an der Seite von Allan Shivers zum Vizegouverneur seines Staates gewählt. Dieses Amt bekleidete er nach fünf Wiederwahlen zwischen 1951 und 1963. Dabei war er Stellvertreter des Gouverneurs und Vorsitzender des Staatssenats. Seit 1957 diente er unter dem neuen Gouverneur Price Daniel. Ramsey wurde Mitglied des Democratic National Committee und war Delegierter zu den Democratic National Conventions der Jahre 1956 und 1964. Zwischen 1961 und 1977 hatte er das Amt des Eisenbahnbeauftragten (Railroad Commissioner) von Texas inne. Anschließend zog er sich in den Ruhestand zurück. Er starb am 27. März 1985 in Austin.